# آلیس کوپر
اَلیس کوپر (به انگلیسی: Alice Cooper) آهنگ‌ساز و خواننده راک آمریکایی است.

## زندگی
نام اصلی او وینست دیمون فرنیر (به انگلیسی: Vincent Damon Furnier) است. فرنیر بنیانگذار و خواننده ثابت گروه اَلیس کوپر نیز هست. آنها همواره به خاطر نحوه اجراهای بحث‌برانگیز و نمایشی‌شان مورد توجه بوده‌اند.
فرنیر در اوائل دهه ۶۰ میلادی و زمانی که ۱۷ سال بیشتر نداشت به همراه مایک بروس(لید گیتار)، گلن باکستِن(ریتم گیتار)، دنیس دانِوِی(گیتار بیس) و نیل اسمیت(درامز)، گروه موسیقی the Earwigs را در فینیکس آریزونا بنیان گذاشتند.
نام گروه بارها تغییر یافت تا سرانجام در سال ۱۹۶۸ «الیس کوپر» را به عنوان نام ثابت برگزیدند. در واقع این نام را فرنیر برای گروه انتخاب کرد. به گفتهٔ فرنیر، الیس کوپر نام او در دوره قبلی زندگی‌اش(تناسخ) در قرن هفدهم میلادی بوده است. فرنیر بعدها این نام را به عنوان اسم مستعار خود برگزید.
در همان سال گروه به کالیفرنیا نقل مکان کردند. آنها در آنجا با شِپ گوردون آشنا شدند که به عنوان مدیر برنامه گروه با آنها شروع به همکاری کرد و فرانک زاپا که آنها را به کمپانی استریت رکودز معرفی کرد. گروه اولین آلبوم جدی‌اش با نام Pretties for You را در سال ۱۹۶۹ و با لیبل استریت رکودز روانه بازار کرد.

## آلبوم‌ها

### آلبوم‌های استودیوئی، زنده و برگزیده آثار[۴]
| نام آلبوم                                             | سال انتشار |
| ۱. I'm Gonna Miss You                                 | ۱۹۶۷       |
| ۲. What Happened                                      | ۱۹۶۹       |
| ۳. Pretties for You                                   | ۱۹۶۹       |
| ۴. Easy Action                                        | ۱۹۷۰       |
| ۵. Love it to death                                   | ۱۹۷۱       |
| ۶. Killer                                             | ۱۹۷۱       |
| ۷. School's Out                                       | ۱۹۷۲       |
| ۸. Muscle of Love                                     | ۱۹۷۳       |
| ۹. Billion Dollar Babies                              | ۱۹۷۳       |
| ۱۰. Alice Cooper's Greatest Hits                      | ۱۹۷۴       |
| ۱۱. Welcome To My Nightmare                           | ۱۹۷۵       |
| ۱۲. Goes To Hell                                      | ۱۹۷۶       |
| ۱۳. Lace And Whiskey                                  | ۱۹۷۷       |
| ۱۴. The Alice Cooper Show                             | ۱۹۷۷       |
| ۱۵. From The Inside                                   | ۱۹۷۸       |
| ۱۶. Flush The Fashion                                 | ۱۹۸۰       |
| ۱۷. Special Forces                                    | ۱۹۸۱       |
| ۱۸. Dada                                              | ۱۹۸۲       |
| ۱۹. Zipper Catches Skin                               | ۱۹۸۲       |
| ۲۰. Freak Out [Prime Cuts]                            | ۱۹۸۵       |
| ۲۱. Constrictor                                       | ۱۹۸۶       |
| ۲۲. Ladies Man                                        | ۱۹۸۷       |
| ۲۳. Raise Your Fist and Yell                          | ۱۹۸۷       |
| ۲۴. Prince Of Darkness                                | ۱۹۸۹       |
| ۲۵. Trash                                             | ۱۹۸۹       |
| ۲۶. Hey Stoopid                                       | ۱۹۹۱       |
| ۲۷. The Last Temptation                               | ۱۹۹۴       |
| ۲۸. Classicks                                         | ۱۹۹۵       |
| ۲۹. A Fistful Of Alice                                | ۱۹۹۷       |
| ۳۰. A Nice Nightmare [Sony Special Products]          | ۱۹۹۸       |
| ۳۱. Freedom for Frankenstein: Hits & Pieces 1984-1991 | ۱۹۹۸       |
| ۳۲. Frank                                             | ۱۹۹۸       |
| ۳۳. Love Is an Action Word                            | ۱۹۹۸       |
| ۳۴. After the Rapture                                 | ۱۹۹۸       |
| ۳۵. Snorting Anthrax                                  | ۱۹۹۸       |
| ۳۶. Keep the Faith 2000: Overcoming Stress & Anxiety  | ۱۹۹۸       |
| ۳۷. Super Hits                                        | ۱۹۹۹       |
| ۳۸. Brutal Planet                                     | ۲۰۰۰       |
| ۳۹. Science Fiction [TKO-Magnum]                      | ۲۰۰۰       |
| ۴۰. The Best Of Alice Cooper                          | ۲۰۰۱       |
| ۴۱. Mascara & Monsters -- The Best Of Alice Cooper    | ۲۰۰۱       |
| ۴۲. Divas of Swing: Vintage Masters                   | ۲۰۰۱       |
| ۴۳. Alice Cooper Live                                 | ۲۰۰۱       |
| ۴۴. Dragontown                                        | ۲۰۰۱       |
| ۴۵. The Essentials                                    | ۲۰۰۲       |
| ۴۶. Dragontown [Bonus Disc]                           | ۲۰۰۲       |
| ۴۷. Poison                                            | ۲۰۰۳       |
| ۴۸. Blood On My Chopper                               | ۲۰۰۳       |
| ۴۹. The Eyes Of Alice Cooper                          | ۲۰۰۳       |
| ۵۰. Live At The Whiskey A-Go-Go 1969                  | ۲۰۰۵       |
| ۵۱. Dirty Diamonds                                    | ۲۰۰۵       |
| ۵۲. Live At Montreux 2005                             | ۲۰۰۶       |
| ۵۲. Along Came A Spider                               | ۲۰۰۸       |